# Aanval met zuur

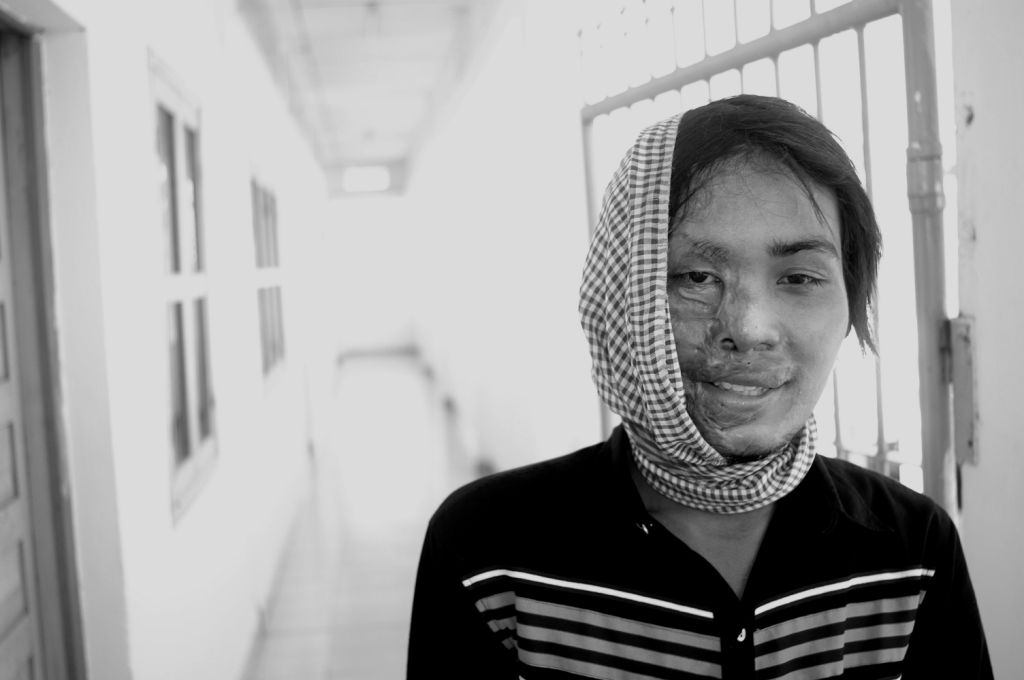
Een slachtoffer van een aanval met zuur (Cambodja)

Aanvallen met zuur zijn geweldsmisdrijven die vooral gepleegd worden in Zuid-Aziatische gemeenschappen, zoals India, Pakistan en Bangladesh.
Ze worden bijna altijd uitgevoerd door mannen en gebruikt tegen vrouwen. De chemische stof die bij deze aanvallen gebruikt wordt is meestal zoutzuur, dat gemakkelijk te verkrijgen is in Zuid-Aziatische landen, waar het als schoonmaakmiddel voor toiletten wordt gebruikt. Omdat zoutzuur ernstige verminkingen veroorzaakt, maar niet dodelijk is, is dit een populair wapen tegen vrouwen die seksuele avances en huwelijksaanzoeken van mannen afwijzen. Zuuraanvallen worden vaak niet geclassificeerd als huiselijk geweld, omdat ze meestal buitenshuis plaatsvinden.

## Slachtoffers
Alhoewel vrouwen meestal het slachtoffer zijn van zuuraanvallen, zijn er gevallen bekend waarbij een man met opzet werd aangevallen door een vrouw, een geval waar een man werd aangevallen door een man, en verschillende gevallen waar mannen gewond raakten, omdat ze in de buurt van de aanval waren.
In het eerste geval werd een man die van zijn vrouw was gescheiden twee keer door zijn vrouw aangevallen, waarbij hij bij de eerste aanval het zicht aan een oog verloor. In een tweede incident werd een vrouw in Karachi (Pakistan) beschuldigd van het aanvallen van een mannelijke student met zuur omdat de student niet inging op haar seksuele avances. Vrouwelijke aanvallen op mannen zijn relatief zeldzaam.

## Zienswijzen

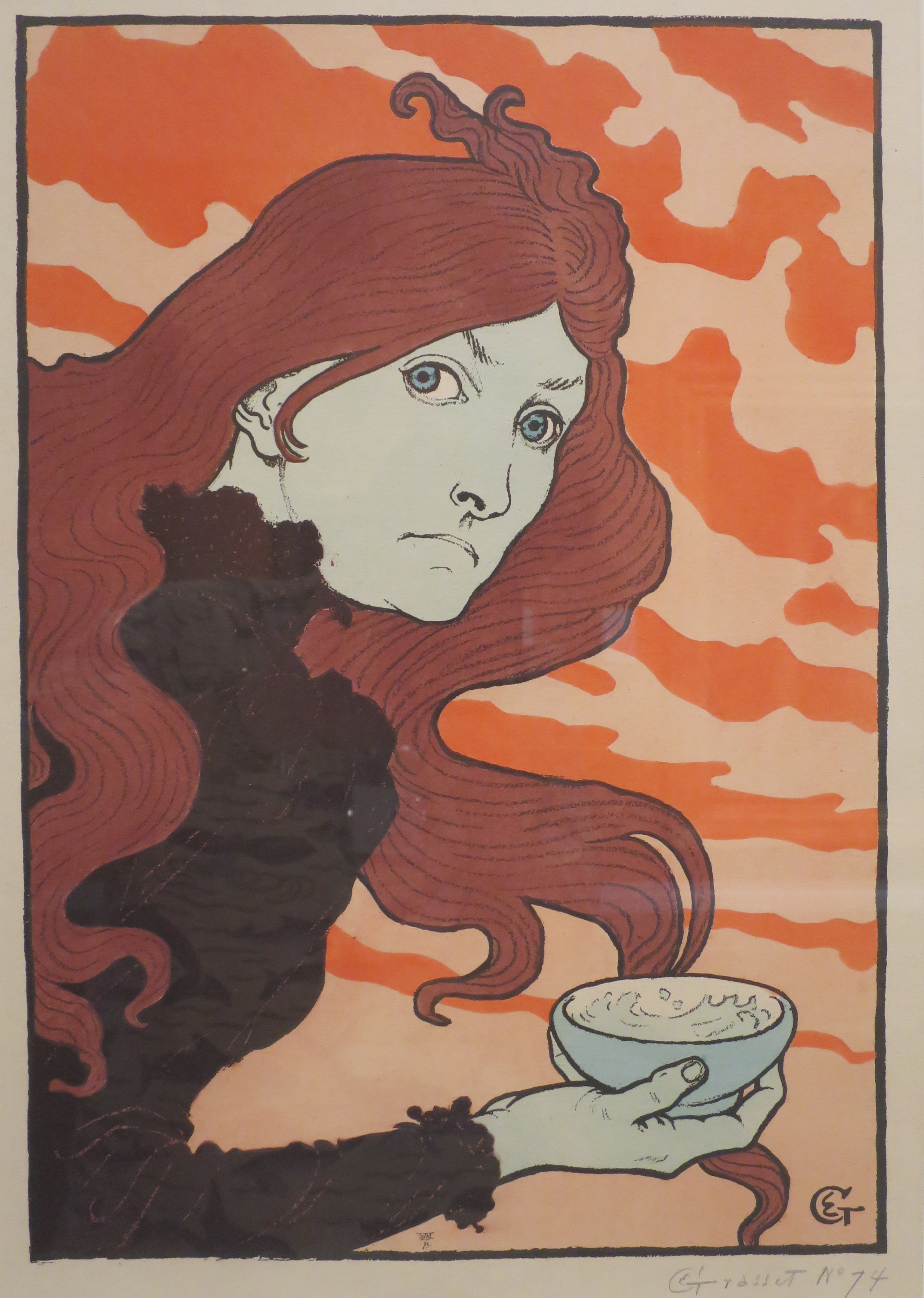
"La Vitrioleuse" - de zwavelzuurwerpster, door Eugène Grasset

Critici van deze aanvallen zien ze als een bewijs van diepgewortelde vrouwenhaat in deze gemeenschappen. Deze stelling wordt bevestigd door de milde straffen voor deze misdaden en het feit dat daders vaak als slachtoffers worden gezien. In 2002 werd bij 87 van de 410 gevallen een schuldigverklaring uitgesproken door rechters. Critici zien de aanvallen ook als een manifestatie van de heersende gebruiken in deze gemeenschappen, die van vrouwen en meisjes verwacht dat ze mannelijke autoriteit kritiekloos gehoorzamen.
Deze kritiek wordt soms gekarakteriseerd als een uiting van inherent westers etnocentrisme, dat andere culturen als barbaars en/of achterhaald karakteriseert. Voorstanders van dit standpunt claimen dat deze gebruiken, hun invloed en hun veelzeggendheid uit hun verband zijn gerukt door de westerse media en erg overdreven zijn.
Er zijn echter verschillende lokale stemmen, waaronder Monira Rahman en haar Acid Survivors Foundation (ASF), die de 'westerse' zienswijze op de aanvallen met zuur onderschrijven. In 2002 is in Bangladesh door mannen en vrouwen gedemonstreerd tegen deze aanvallen.

## Aanvallen met zuur in andere landen
Incidenten met zuur zijn niet onbekend in andere landen, alleen zijn de motieven meestal anders. Michael Musmanno bespreekt een rechtszaak voor een vergelijkbaar geval in Italië, tijdens het interbellum. In Australië werd een Chinese Australiër genaamd Dominic Li vermoord door bendeleden die hem zuur in zijn keel goten. Zes jonge Thai werden met zuur aangevallen in Pattani, Thailand, naar beweerd wordt door moslimrebellen uit Malakka. In Ethiopië werden wrede aanvallen met zuur gepleegd in de burgeroorlog met Eritrea. In China zijn ook aanvallen bekend en in Canada vond een aanval met zuur plaats in 2000.
In Rusland werd in 1999 een schoonheidskoningin in de stad Sotsji zuur in het gezicht gegooid, nadat ze had geweigerd te reageren op de avances van een lokale Azerbeidzjaanse maffiabaas (zie Sotsji). In januari 2013 kreeg Sergej Filin, artistiek leider van het Russische Bolsjoi-ballet, zwavelzuur over zich heen gegoten, waardoor hij zijn zicht vrijwel geheel kwijtraakte. In maart dat jaar bekende een danser van het ballet dat hij twee mannen betaald had voor een aanval, zij het niet met zuur, op Filin.
In maart 2008 werd het Britse fotomodel en tv-presentatrice Katie Piper in Londen op straat aangevallen met zuur. Stefan Sylvestre, kennis van haar wraakzuchtige ex-vriend Daniel Lynch, gooide zwavelzuur dat zware brandwonden veroorzaakte op Pipers gezicht, bovenlichaam en armen. Haar zaak kreeg veel internationale aandacht nadat de Britse televisie een documentaire over haar uitzond.
In december 2009 werd de Belgische Patricia Lefranc aangevallen door haar ex-minnaar Richard Remes. Remes werd in maart 2012 door het Hof van assisen veroordeeld tot 30 jaar cel, maar is daartegen in cassatie gegaan.
In mei 2012 werd de Zoetermeerder Regillio K. veroordeeld tot 16 jaar cel met tbs voor het verminken van zijn ex-vriendin. In augustus 2011 overgoot hij haar met een halve liter zwavelzuur nadat hij haar handen had geboeid en haar had kaalgeschoren. De vrouw overleefde de aanslag maar pleegde in februari 2013 zelfmoord, wat voor het Openbaar Ministerie reden was om in hoger beroep de aanklacht te verzwaren tot moord. K. werd in maart 2014 door het gerechtshof wederom veroordeeld tot 16 jaar en tbs, waartegen hij in cassatie is gegaan.
In 2014 werden in Iran vier mannen gearresteerd die ervan werden verdacht vrouwen met bijtend zuur te hebben aangevallen omdat ze hun hoofddoeken niet zouden hebben gedragen volgens de in die islamitische republiek geldende voorschriften.
Op 20 februari 2015 gooide een 40 à 50 jaar oude man zuur over het aangezicht van een poetsvrouw van de Delhaize-vestiging in de Museumstraat op het Antwerpse Zuid. De man had de supermarktketen eerder reeds proberen afpersen met een reeks dreigbrieven via e-mail.